# Município de Spencer (condado de Lucas, Ohio)
O município de Spencer (em inglês: Spencer Township) é um município localizado no condado de Lucas no estado estadounidense de Ohio. No ano de 2010 tinha uma população de 1.882 habitantes e uma densidade populacional de 59,86 pessoas por km².

## Geografia
O município de Spencer encontra-se localizado nas coordenadas 41° 38′ 42″ N, 83° 47′ 23″ O. Segundo o Departamento do Censo dos Estados Unidos, o município tem uma superfície total de 31.44 km², da qual 31,44 km² correspondem a terra firme e (0 %) 0 km² é água.

## Demografia
Segundo o censo de 2010, tinha 1.882 habitantes residindo no município de Spencer. A densidade populacional era de 59,86 hab./km². Dos 1.882 habitantes, o município de Spencer estava composto pelo 68,86 % brancos, o 24,23 % eram afroamericanos, o 0,43 % eram amerindios, o 0,74 % eram asiáticos, o 1,01 % eram de outras raças e o 4,73 % eram de uma mistura de raças. Do total da população o 5,1 % eram hispanos ou latinos de qualquer raça.